# شیموماروکو
شیموماروکو (به لاتین: Shimomaruko) یک منطقهٔ مسکونی در ژاپن است که در اوتا-کو، توکیو واقع شده‌است. شیموماروکو ۲۳٬۰۰۴ نفر جمعیت دارد.